# Teorema de Poincaré-Bendixson
En matemática, el teorema de Poincaré-Bendixson es una afirmación sobre el comportamiento a largo plazo de órbitas de sistemas dinámicos continuos en el plano, cilindro o 2-esfera.

## Teorema
Dado un sistema dinámico real diferenciable definido en un subconjunto abierto del plano, entonces todo conjunto ω-límite no vacío y compacto de una órbita que contiene una cantidad finita de puntos fijos puede ser:
- Un punto crítico,
- una órbita periódica, o
- un conjunto conexo compuesto por una cantidad finita de puntos fijos conectados por órbitas homoclínicas o heteroclínicas.

Además, hay a lo sumo una órbita que conecta diferentes puntos fijos en la misma dirección. Aunque puede haber una cantidad numerable de órbitas homoclínicas conectando un punto fijo.
Una versión más débil del teorema fue originalmente concebido por Henri Poincaré, aunque no llegó a una demostración completa la cual fue dada más tarde por Ivan Bendixson

## Discusión
La condición de que el sistema dinámico este en el plano es necesaria. En un toro, por ejemplo, es posible tener una órbita no periódica recurrente.
En particular, el comportamiento caótico solo puede emerger en un sistema dinámico continua cuyo espacio de fases tenga tres o más dimensiones. Sin embargo, el teorema no puede aplicarse a sistemas dinámicos discretos, donde el comportamiento caótico puede emergen en dos o incluso una dimensión.

## Aplicaciones
Una importante aplicación es que un sistema dinámico bidimensional no puede dar lugar a un atractor extraño. Si el atractor extraño C existiera en ese sistema, entonces podría estar encerrado por un subconjunto cerrado y acotado del espacio de fases. Haciendo este subconjunto lo suficientemente pequeño, cualquier punto estacionario cercano podría ser excluido. Pero entonces el teorema de Poincaré-Bendixson dice que C no es un atractor extraño, si no un ciclo límite o converge a un ciclo límite.